# قائمة علماء المصريات
هذه قائمة جزئية من عُلماء المصريات . ويعد عالِم المصريات هو أي عالِم آثار أو مؤرخ أو لغوي أو مؤرخ فني مُتخصص في علم المصريات والدراسة العلمية لمصر القديمة وآثارها . بينما يعتبر الديموطيون هم عُلماء مصريات مُتخصصون في دراسة اللغة الديموطيقية ومجال الدراسات الديموطيقية. وعلى الرغم من أن مُمارس الدراسة المنضبطة لمصر القديمة والآثار المصرية هو "عالِم مصريات" ، فإن مجال عِلم المصريات لا يَقتصِر على هؤلاء الممارسين.

## أ

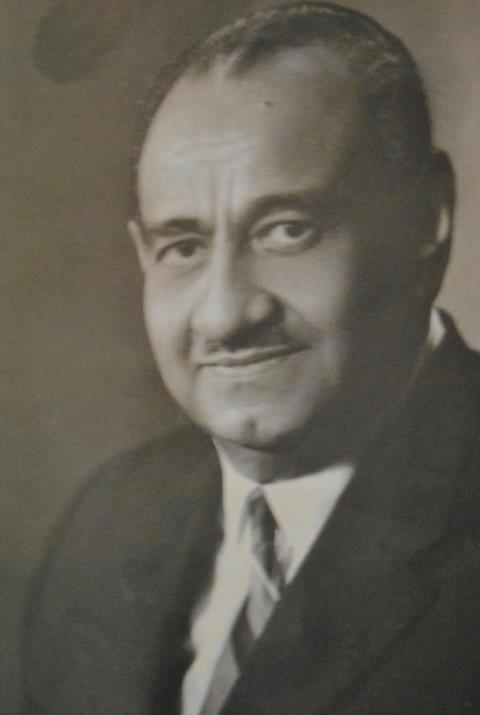
أحمد فخري

- أحمد فخري ( مصر، 1905-1973)
- أحمد كمال باشا ( مصر، 1851-1923)
- إدوارد راسل أيرتون ( بريطانيا، 1882-1914)
- إدوارد نافيل ( سويسرا، 1844-1926)
- أدولف إيرمان ( ألمانيا، 1854-1937)
- إريك أوبورج ( فرنسا)
- إسكندر بدوي ( مصر، 1913-1986)
- ألان جاردنر ( بريطانيا، 1879-1963)
- أليساندرو بارسانتي ( إيطاليا، 1858-1917)
- إيريك هورنونغ ( سويسرا، 1933-2022)
- أليسيا أمنتا ( إيطاليا)
- إميل أميلينو ( فرنسا، 1850-1915)
- إميل بريس دافين ( فرنسا، 1807-1879)
- أوجوست مارييت ( فرنسا، 1821-1881)
- أوجين ريفيلو ( فرنسا، 1843-1913)
- أوربين بوريان ( فرنسا، 1849-1903)
- يوهان ديفيد اوكربلاد ( السويد ، 1763-1819)

## ب
- باربرا آدامز ( بريطانيا، 1945-2002)
- بوريس توراييف ( روسيا، 1868-1920)
- بول غليونجي ( مصر، 1908-1987)
- بيرسي نيوبيري ( بريطانيا، 1869-1949)[1]
- بيير لاكو ( فرنسا، 1873-1963)

## ت
- تاديوش أندريزييفسكي ( بولندا ، 1923-1961)

## ج

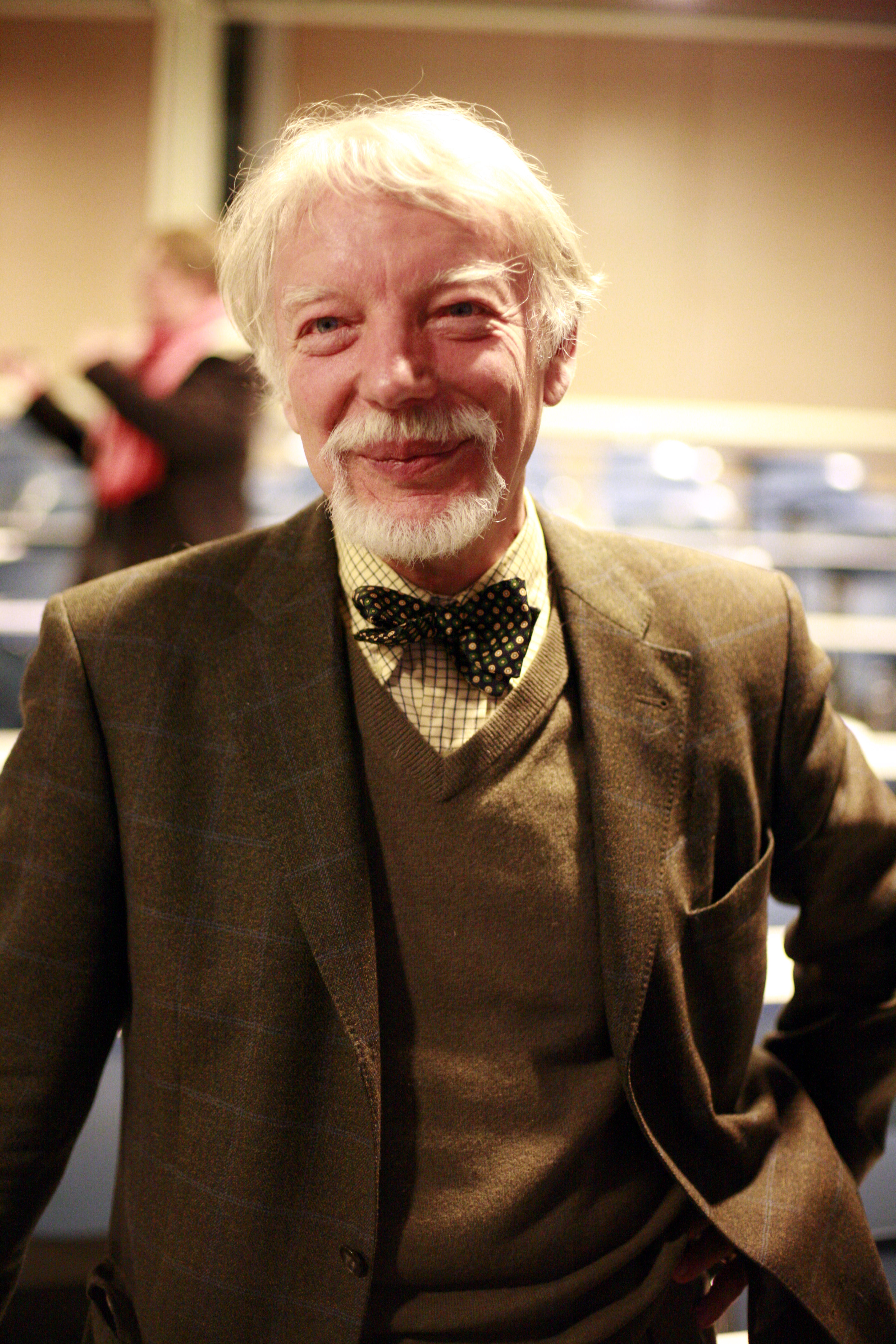
جان أسمان

- جاستون ماسبيرو ( فرنسا، 1846-1916)[2]
- جاك دي مورغان ( فرنسا، 1857-1924)
- جان أسمان ( ألمانيا، مواليد 1938)
- جان فرانسوا شامبليون ( فرنسا، 1790-1832)[3]
- جورج إيبرس ( بروسيا الإمبراطورية الألمانية، 1837-1898)
- جورج هارت ( بريطانيا، 1945-2021)
- جون شاي بيرنج ( بريطانيا، 1813-1869)
- جورج شتايندورف ( الإمبراطورية الألمانية أمريكا، 1861-1951)
- غوستاف سايفارث ( مملكة ساكسونيا أمريكا، 1796-1885)
- جيليميت أندرو ( فرنسا، مواليد 1948)
- جيمس إدوارد كويبل ( بريطانيا، 1867-1935)[4]
- جيمس بيتر ألين ( أمريكا، مواليد 1945)
- جيمس هنري برستد ( أمريكا، 1865-1935)

## خ
- خالد العناني ( مصر، مواليد 1971)

## د
- دايفيد أوكونور ( أستراليا، 1938-2022)

## ر
- روبرت هاي ( اسكتلندا، 1799-1863)

## ز

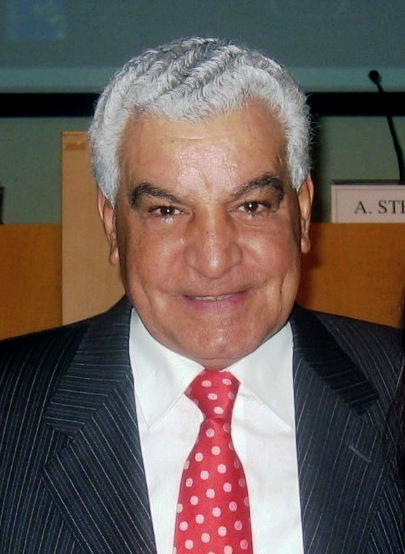
زاهي حواس

- زاهي حواس ( مصر، مواليد 1947)
- زكريا غنيم ( مصر، 1905-1959)

## س

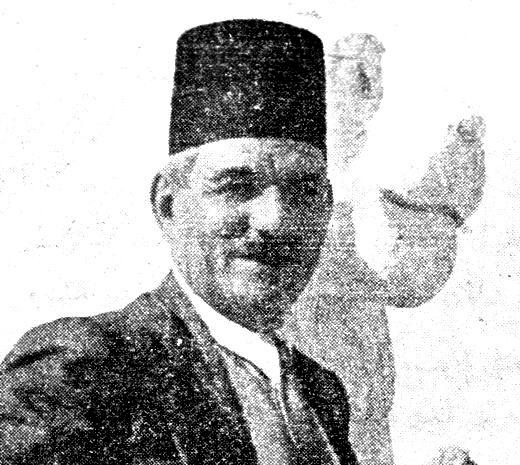
سليم حسن

- سليم حسن ( مصر، 1893-1961)
- سليمة إكرام ( باكستان، مواليد 1965)
- سيدني هيرفي أوفرير ( فرنسا، مواليد 1951)
- سيريل ألدريد ( بريطانيا ، 1914-1991)

## ع
- عبد الحليم نور الدين ( مصر، 1943-2021)

## ف
- فرانسوا شاباس ( فرنسا، 1817-1882)
- فريدريك ويليام جرين ( بريطانيا، 1869-1949)

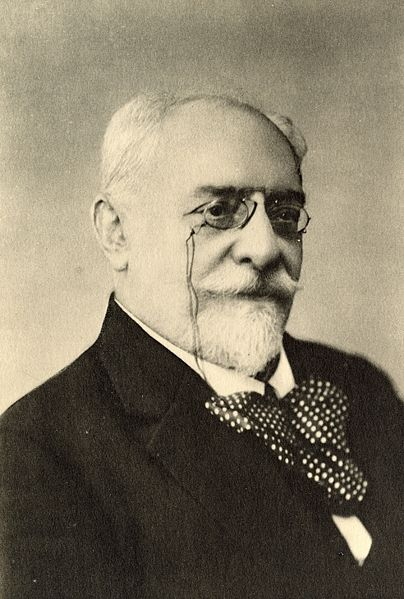
فيكتور لوريه

- فلاديمير ميخائيلوفيتش فيكنتييف ( روسيا، 1882-1960)
- فيلهلم شبيغلبيرغ ( ألمانيا، 1870-1930)
- فلفرام جرايتسكي ( ألمانيا، 1960)
- فيلهلم ماكس مولر ( ألمانيا أمريكا، 1862-1919)
- فلندرز بيتري ( بريطانيا، 1853-1942)
- فولفغانغ هيلك ( ألمانيا، 1914-1993)
- فولفهارت فيستندورف ( ألمانيا، 1924-2018)
- فيكتور لوريت ( فرنسا، 1859-1946)

## ك
- كارل ريتشارد ليبسيوس ( بروسيا ألمانيا، 1810-1884)
- كمال الملاخ ( مصر، 1918-1987)
- كورت زيته ( ألمانيا، 1869-1934)
- كينيث كيتشن ( اسكتلندا بريطانيا، 1932)

## ل
- لبيب حبشى ( مصر، 1906-1984)
- لودفيج بورشاردت ( ألمانيا، 1863-1938)

## م
- مارجريت موراي ( بريطانيا، 1863-1963)
- موريس اليوت ( فرنسا، 1903-1960)

## ن
- نجيب قنواتى ( مصر أستراليا، مواليد 1941)

## هـ
- هارتويغ ألتنمولير ( ألمانيا، مواليد 1938)
- هانز فولفغانغ مولر ( ألمانيا، 1907-1991)
- هنري جوتييه ( فرنسا، 1877-1950)
- هوارد كارتر ( بريطانيا، 1874-1939)
- هيرمان جرابو ( ألمانيا، 1885-1967)
- هيرمان كيس ( ألمانيا، 1886-1964)

## و
- واليس بودج ( بريطانيا، 1857-1934)

## ي
- ياروسلاف تشرني ( التشيك، 1898-1970)
- يواخيم شبيغل ( ألمانيا، 1911-1989)